# 合奏 (ティツィアーノ)
『合奏』（がっそう、伊: Concerto、英: Concert）、または『中断された合奏』（ちゅうだんされたがっそう、伊: Concerto Interrotto、英: The Interrupted Concert）は、イタリア盛期ルネサンスのヴェネツィア派の巨匠ティツィアーノ・ヴェチェッリオが1510年ごろ、キャンバス上に油彩で制作した絵画である。画家初期の作品でジョルジョーネの明らかな影響を示している。現在、フィレンツェのパラティーナ美術館に所蔵されている。ローマのボルゲーゼ美術館に複製があるが、それには4人目の人物が含まれている。

## 作品
半身像の3人の男性が音楽を演奏するために集まっている。中央には、毛皮の縁取りのある濃い青色のマントを羽織った優雅な身なりの男が16世紀のハープシコードであるスピネットを弾いている。彼の手はいまだに鍵盤の上に伸ばされているが、頭部と眼差しはもう1人の音楽家である左側のドミニコ会修道士の方に向けられている。修道士は自身の楽器であるヴィオラ・ダ・ガンバを身体の傍に下ろし、中央の男の注意を引くために彼の肩に触れている。 2人の視線のやり取りの外にいるのは左側の若い男で、ほとんど気づかれない微かな笑みを浮かべ、羽根の付いた帽子 (大胆さ、雄々しさと関連付けられた、非常に人気のあった雅なアクセサリー) を被っている。
3人の人物たちを歴史上の人物として特定化するのは難しい。当時の著名な音楽家たちだと提案する研究者もいる一方、非常に人気のあった絵画の主題である「合奏」を生き生きとさせるためにティツィアーノが創造した空想上の人物であると信じる研究者もいる。「合奏」の主題は、15世紀終盤から16世紀初頭にかけて、音楽教育が紳士になるための教育において不可欠の一部であった北イタリアの文化的環境で広く探求された。音楽、あるいは音楽の演奏はこの絵画の全体的な主題であり、3人物の仕草と身振りを見ている鑑賞者には楽器の音が聞こえてくるようである。

## 歴史
1678年に、歴史家のカルロ・リドルフィはヴェネツィアのパオロ・デル・セーラのコレクションに本作と類似した主題の作品を見ており、それはおそらく本作である。この作品は、ジョルジョーネの作品としてレオポルド・デ・メディチ枢機卿により購入された1654年に、最初にはっきりと記録された。枢機卿のコレクションは、後にトスカーナ大公国のコレクションと統合された。
本作は、過去にセバスティアーノ・デル・ピオンボとジョヴァンニ・カリアーニにも帰属された。1896年に、最初にジョヴァンニ・モレッリによってティツィアーノに帰属されたが、現在その帰属は一般的に認められている。制作後に絵画に付け足されていた上部は、1976–1978年の間に除去された。その時の修復によって、作品の制作年は1521年ごろから1555–1589年とされたが、現在パラティーナ美術館ではティツィアーノ初期の1510年頃の制作としている。
指揮者のブルーノ・ワルターは、グスタフ・マーラーが自身の家の壁にこの絵画の複製を掛けていたと述べている。しかし、ワルターは、1930年代に絵画をティツィアーノではなくジョルジョーネによるものと見なしていた。「…私は、彼の書斎に入ったが、最初目に留まったのは壁に掛かっていたジョルジョーネの『合奏』であった。私は自身に問いかけた。手を鍵盤に載せ、振り向こうとして演奏を中断したようにみえる修道士は誰なのだろう。マーラーとかくも不思議に似ている彼とマーラーとはどんな関連があるのだろう。そして、それから長い間、私は絵画中の禁欲的な修道僧をマーラーと同一視したことを覚えている。